# 山本太二
山本 太二（やまもと たいじ、1979年1月6日 - ）は、日本の元男子バレーボール選手、現指導者。

## 来歴
埼玉県さいたま市出身。中学入学後サッカー部に入部するも、バレー部監督に誘われて美園中学2年よりバレーボールを始める。
深谷高校時代はセッターとして活躍し、春の高校バレーで優勝を経験した。大学では主にアタッカーを務めた。
2001年に東レアローズに入団。2005年全日本代表に選出され、ワールドリーグに出場した。
2009年5月現役を引退し、チームスタッフとなった。2014年6月よりコーチ就任。その後シニアマネージャーを務め、2025年から再びコーチを務める。

## 球歴
- 全日本代表 - 2005年
  - ワールドリーグ - 2005年

## 所属チーム
- 深谷高等学校
- 中央学院大学
- 東レアローズ（2001-2009年）